# Zviniča
Zviniča (bugarski Звиница) bio je bugarski plemić, koji je živio u 9. stoljeću.

## Biografija
Zviniča je bio sin bugarskog kana Omurtaga i nepoznate žene te tako unuk Kruma. Bio je drugi sin svoga oca te brat Enravote i Malamira. Zviniča i njegova supruga imali su sina Presijana.
Budući da je Zviniča umro prije oca, dok je Enravota smatran prijetnjom zbog toga što se zanimao za kršćanstvo, Omurtaga je naslijedio Malamir, koji je bio najmlađi sin. Malamir je dao pogubiti Enravotu. Nakon što je Malamir umro, naslijedio ga je Zviničin sin Presijan, koji je postao Presijan I. Preko njega je Zviniča bio djed kneza Borisa I. i gospe Ane.